# Spalona (Bystrzyca Kłodzka)

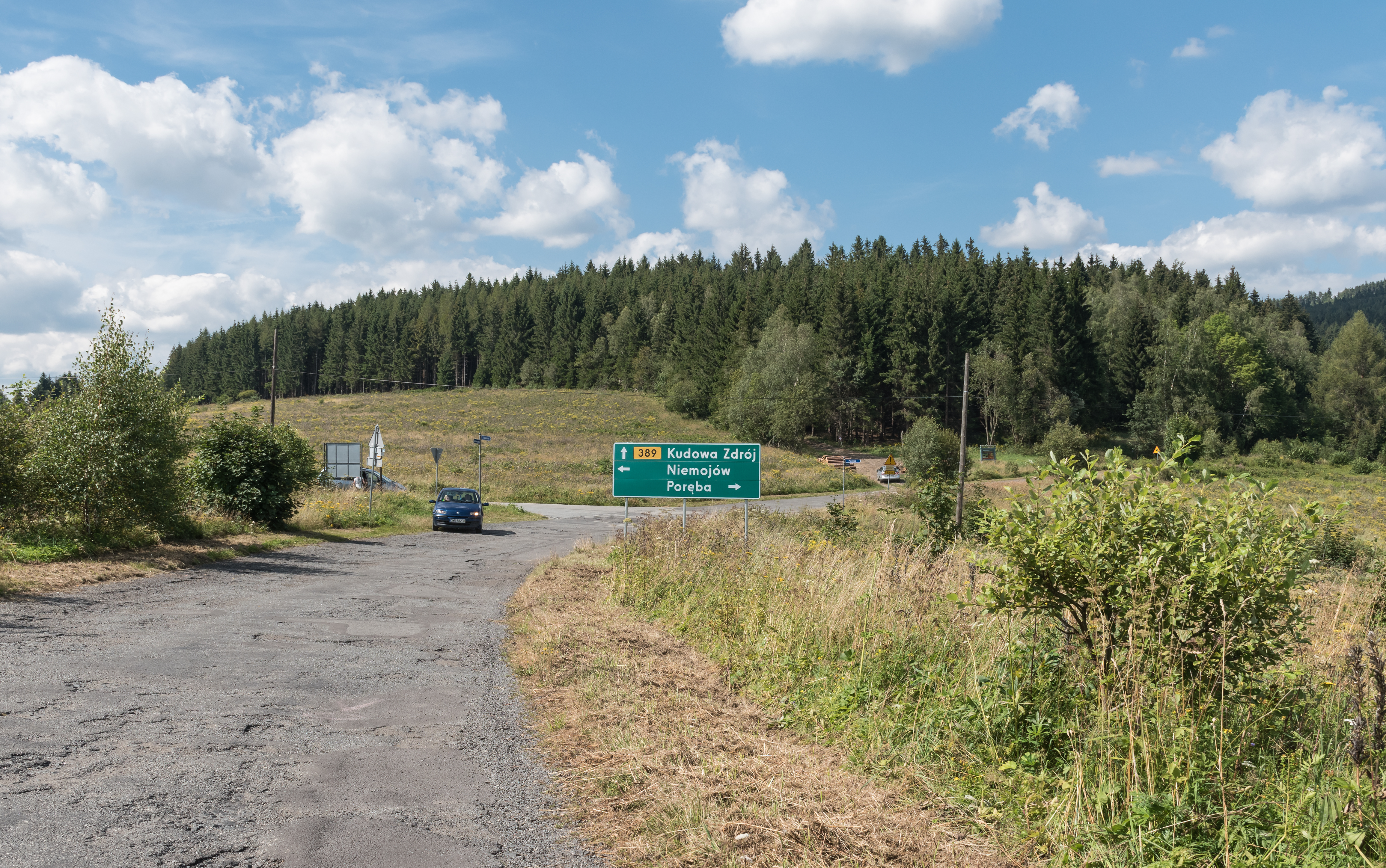
Przełęcz Spalona / Brandpass

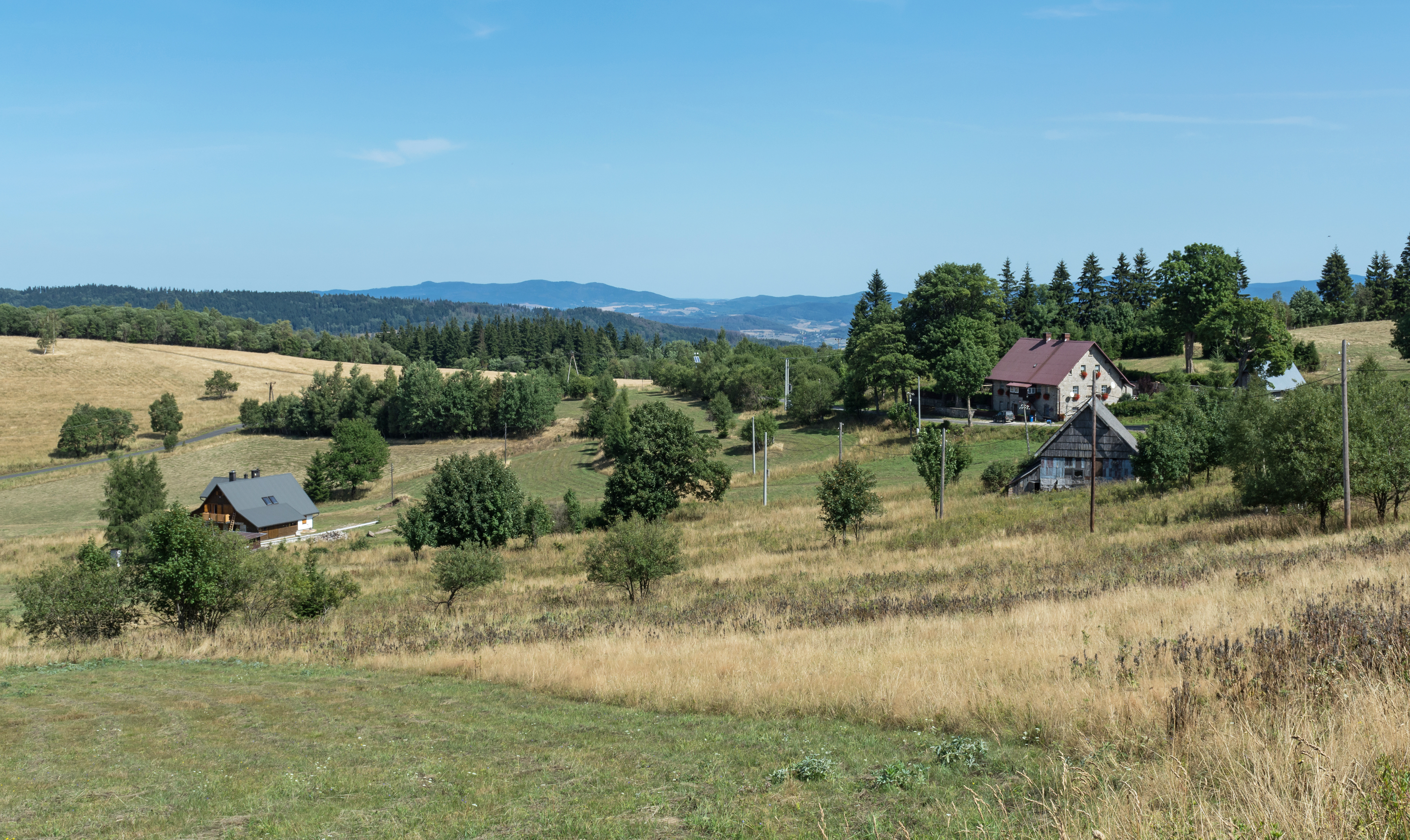
Landschaft am Brandpass

Spalona (deutsch: Brand) ist ein Ort in der Stadt- und Landgemeinde Bystrzyca Kłodzka im Powiat Kłodzki der Woiwodschaft Niederschlesien in Polen. Es liegt neun Kilometer westlich von Bystrzyca Kłodzka (Habelschwerdt).

## Geographie
Spalona liegt am östlichen Abhang des Habelschwerdter Gebirges. Oberhalb des Ortes verläuft die Sudetenstraße, die bei Bystrzyca Kłodzka beginnt und zwischen Duszniki-Zdrój (Bad Reinerz) und Lewin Kłodzki (Lewin) in die Europastraße 67 mündet. Bei Spalona überwindet sie den Gebirgskamm am 811 m hohen Brandpass (polnisch Przełęcz Spalona). Nördlich von Spalona erhebt sich die 784 m hohe Schlösselkoppe (Zamkowa Kopa), im Osten die 598 m hohe Maderkuppe (Łyson) und im Südosten der 965 m hohe Kohlberg (Sasanka).
Nachbarorte sind Młoty (Hammer) im Norden, Wójtowice (Voigtsdorf) und Nowa Bystrzyca (Neu Weistritz) im Nordosten, Wyszki (Hohndorf) im Südosten, Mostowice (Langenbrück) und Piaskowice (Friedrichsgrund) im Westen und Lasówka (Kaiserswalde) im Nordwesten.

## Geschichte
Brand, das von Anfang an zur böhmischen Grafschaft Glatz gehörte, wurde Mitte des 16. Jahrhunderts auf ausgerodetem landesherrlichem Forstgrund angelegt und war zur Pfarrkirche St. Michael in Habelschwerdt gewidmet. Nach dem Ersten Schlesischen Krieg 1742 und endgültig mit dem Hubertusburger Frieden 1763 fiel es zusammen mit der Grafschaft Glatz an Preußen. Nach der Neugliederung Preußens gehörte es ab 1815 zur Provinz Schlesien und war zunächst dem Landkreis Glatz und ab 1818 dem neu geschaffenen Landkreis Habelschwerdt eingegliedert, mit dem es bis 1945 verbunden blieb. Ab 1874 gehörte die Landgemeinde Brand zum Amtsbezirk Alt Weistritz. Durch seine schneesichere Lage entwickelte es sich seit Ende des 19. Jahrhunderts zu einem beliebten Wintersportort. 1939 wurden 150 Einwohner gezählt.
Als Folge des Zweiten Weltkriegs fiel Brand 1945 mit dem größten Teil Schlesiens an Polen und wurde in Spalona umbenannt. Die deutsche Bevölkerung wurde vertrieben. Die neu angesiedelten Bewohner waren teilweise Zwangsumgesiedelte aus Ostpolen, das an die Sowjetunion gefallen war. Zahlreiche von ihnen verließen Spalona in den nächsten Jahrzehnten wieder, wodurch die Einwohnerzahl deutlich zurückging und dadurch viele Häuser dem Verfall preisgegeben wurden. In den 1990er Jahren betrug die Zahl der Bewohner weit weniger als die Hälfte der Einwohnerzahl von 1939. 1975–1998 gehörte Spalona zur Woiwodschaft Wałbrzych (Waldenburg).
Am Brandpass liegt die Jagodna-Baude (Schronisko PTTK Jagodna, auch Brandbaude).